# Ibirubá
Ibirubá is een gemeente in de Braziliaanse deelstaat Rio Grande do Sul. De gemeente telt 19.358 inwoners (schatting 2009).

## Aangrenzende gemeenten
De gemeente grenst aan Colorado, Cruz Alta, Quinze de Novembro, Saldanha Marinho, Santa Bárbara do Sul en Selbach.

## Geboren
- Róger Guedes (1996), voetballer